# Ломпка
Ломпка (ест. Lompka) — село в Естонії, входить до складу волості Виру, повіту Вирумаа.